# 1999-es MotoGP-világbajnokság
Az 1999-es MotoGP-világbajnokság volt az 51. gyorsaságimotoros-világbajnokság.

## Összefoglaló
A királykategória addigi egyeduralkodója, Mick Doohan karrierje ebben az évben ért véget, miután a spanyol versenyen komoly sérüléseket szenvedett, ezzel az idénye, és ezzel együtt, mint később kiderült, a karrierje is véget ért. Azon a két versenyen, amelyen elindult, összesen 33 pontot szerzett, ezzel az összetett 17. helyén végzett. A világbajnok a spanyol Àlex Crivillé lett, aki ezzel az első spanyol lett, aki királykategóriás világbajnoki címet tudott szerezni.
A negyedlitereseknél Valentino Rossi tovább folytatta jó szereplését, rögtön első évében ebben a kategóriában is világbajnok lett. A szezon során kilenc győzelmet aratott, ezzel magabiztosan utasította maga mögé Ukava Tórut. A legkisebbeknél szintén egy spanyol, Emilio Alzamora diadalmaskodott, aki a mai napig az egyetlen, aki győzelem nélkül nyerte meg a világbajnokságot.

## Versenyek
| #  | Verseny             | Helyszín       | 125 cm³ győztes    | 250 cm³ győztes | 500 cm³ győztes    | Összefoglaló |
| -- | ------------------- | -------------- | ------------------ | --------------- | ------------------ | ------------ |
| 1  | maláj nagydíj       | Sepang         | Azuma Maszao       | Loris Capirossi | Kenny Roberts, Jr. | Összefoglaló |
| 2  | japán nagydíj       | Motegi         | Azuma Maszao       | Nakano Sinja    | Kenny Roberts, Jr. | Összefoglaló |
| 3  | spanyol nagydíj     | Jerez          | Azuma Maszao       | Valentino Rossi | Àlex Crivillé      | Összefoglaló |
| 4  | francia nagydíj     | Paul Ricard    | Roberto Locatelli  | Ukava Tóru      | Àlex Crivillé      | Összefoglaló |
| 5  | olasz nagydíj       | Mugello        | Roberto Locatelli  | Valentino Rossi | Àlex Crivillé      | Összefoglaló |
| 6  | katalán nagydíj     | Catalunya      | Arnaud Vincent     | Valentino Rossi | Àlex Crivillé      | Összefoglaló |
| 7  | holland nagydíj     | Assen          | Azuma Maszao       | Loris Capirossi | Okada Tadajuki     | Összefoglaló |
| 8  | brit nagydíj        | Donington      | Azuma Maszao       | Valentino Rossi | Àlex Crivillé      | Összefoglaló |
| 9  | német nagydíj       | Sachsenring    | Marco Melandri     | Valentino Rossi | Kenny Roberts, Jr. | Összefoglaló |
| 10 | cseh nagydíj        | Brno           | Marco Melandri     | Valentino Rossi | Okada Tadajuki     | Összefoglaló |
| 11 | imolai nagydíj      | Imola          | Marco Melandri     | Loris Capirossi | Àlex Crivillé      | Összefoglaló |
| 12 | valenciai nagydíj   | Valencia       | Gianluigi Scalvini | Ukava Tóru      | Regis Laconi       | Összefoglaló |
| 13 | ausztrál nagydíj    | Phillip Island | Marco Melandri     | Valentino Rossi | Okada Tadajuki     | Összefoglaló |
| 14 | dél-afrikai nagydíj | Welkom         | Gianluigi Scalvini | Valentino Rossi | Max Biaggi         | Összefoglaló |
| 15 | brazil nagydíj      | Rio de Janeiro | Ueda Noboru        | Valentino Rossi | Abe Norifumi       | Összefoglaló |
| 16 | argentin nagydíj    | Buenos Aires   | Marco Melandri     | Olivier Jacque  | Kenny Roberts, Jr. | Összefoglaló |

## Az 500 cm³ végeredménye
| #  | Versenyző          | Rajtszám | Ország           | Motor           | Pont | Győzelmek |
| -- | ------------------ | -------- | ---------------- | --------------- | ---- | --------- |
| 1  | Àlex Crivillé      | 3        | Spanyolország    | Repsol-Honda    | 267  | 6         |
| 2  | Kenny Roberts, Jr. | 10       | Egyesült Államok | Suzuki          | 220  | 4         |
| 3  | Okada Tadajuki     | 8        | Japán            | Repsol-Honda    | 211  | 3         |
| 4  | Max Biaggi         | 2        | Olaszország      | Marlboro-Yamaha | 194  | 1         |
| 5  | Sete Gibernau      | 15       | Spanyolország    | Repsol-Honda    | 165  | 0         |
| 6  | Abe Norifumi       | 6        | Japán            | Antena 3-Yamaha | 136  | 1         |
| 7  | Carlos Checa       | 4        | ESP              | Marlboro-Yamaha | 125  | 0         |
| 8  | John Kocinski      | 19       | Egyesült Államok | Kanemoto-Honda  | 115  | 0         |
| 9  | Alex Barros        | 5        | Brazília         | MoviStar-Honda  | 110  | 0         |
| 10 | Harada Tecuja      | 31       | Japán            | Aprilia         | 104  | 0         |

## A 250 cm³ végeredménye
| #  | Versenyző         | Rajtszám | Ország             | Motor                   | Pont | Győzelmek |
| -- | ----------------- | -------- | ------------------ | ----------------------- | ---- | --------- |
| 1  | Valentino Rossi   | 46       | Olaszország        | Aprilia                 | 309  | 9         |
| 2  | Ukava Tóru        | 4        | Japán              | Shell-Honda             | 261  | 2         |
| 3  | Loris Capirossi   | 1        | Olaszország        | Elf Axo-Honda           | 209  | 3         |
| 4  | Nakano Sinja      | 56       | Japán              | Chesterfield-Yamaha     | 207  | 1         |
| 5  | Stefano Perugini  | 7        | Olaszország        | Fila-Honda              | 151  | 0         |
| 6  | Ralf Waldmann     | 6        | Németország        | Aprilia                 | 131  | 0         |
| 7  | Olivier Jacque    | 19       | Franciaország      | Chesterfield-Yamaha     | 122  | 1         |
| 8  | Franco Battaini   | 21       | Olaszország        | FGF-Aprilia             | 121  | 0         |
| 9  | Sebastian Porto   | 12       | Argentína          | Semprucci Biesse-Yamaha | 98   | 0         |
| 10 | Jeremy McWilliams | 9        | Egyesült Királyság | QUB-Aprilia             | 83   | 0         |

## A 125 cm³ végeredménye
| #  | Versenyző          | Rajtszám | Ország        | Motor                        | Pont | Győzelmek |
| -- | ------------------ | -------- | ------------- | ---------------------------- | ---- | --------- |
| 1  | Emilio Alzamora    | 7        | Spanyolország | Via Digital-Honda            | 227  | 0         |
| 2  | Marco Melandri     | 13       | Olaszország   | Benetton Playlife-Honda      | 226  | 5         |
| 3  | Azuma Maszao       | 4        | Japán         | Benetton Playlife-Honda      | 190  | 5         |
| 4  | Roberto Locatelli  | 15       | Olaszország   | Vasco Rossi-Aprilia          | 173  | 2         |
| 5  | Ueda Noboru        | 6        | Japán         | Givi-Honda                   | 171  | 1         |
| 6  | Gianluigi Scalvini | 8        | Olaszország   | Inoxmacel-Aprilia            | 163  | 2         |
| 7  | Arnaud Vincent     | 21       | Franciaország | Valencia III Milenio-Aprilia | 155  | 1         |
| 8  | Simone Sanna       | 16       | Olaszország   | Polini-Honda                 | 123  | 0         |
| 9  | Lucio Cecchinello  | 5        | Olaszország   | Givi-Honda                   | 108  | 0         |
| 10 | Gino Borsoi        | 23       | Olaszország   | Semprucci Biesse-Aprilia     | 106  | 0         |